# Esther Razanadrasoa
Esther Razanadrasoa née le 1er janvier 1892 et morte le 14 avril 1931 , est une poétesse malgache. Ses poèmes sont signés de son nom de plume Anja-Z.

## Biographie
On sait seulement d'Esther Razanadrasoa qu'elle est née le 1er janvier 1892, qu'elle s'est mariée tardivement au docteur Joseph Rakotoson, que le couple avait donné naissance à une fille — Esther Ny Lisy Ravaoarisoa — et qu'elle est morte le 14 avril 1931,.
Son nom de plume d'Anja-Z est pour elle un hommage à sa mère ; quant à son père, il était, aux dires de Jean-Joseph Rabearivelo, « poète, journaliste, romancier, orateur, compositeur ».
Au cours de sa vie, elle est également rédactrice en chef du journal Tsara Hafatra (« Bonnes nouvelles »),.

## Œuvre
L'œuvre d'Esther Razanadrasoa est entièrement rédigée en malgache, plus précisément dans le dialecte de l'ethnie hova. Une partie de cette œuvre consiste en un recueil des improvisations lyriques des jeunes filles de la capitale, appelées localement « kindriandina »,. Elle a également écrit plusieurs romans. La plus grande partie de sa production est restée confidentielle et n'a pas été éditée.
- (mg) Esther Razanadrasoa, Rasolihanta, Antananarivo, Jean Paoli et Fils, 1931, 20 p. (lire en ligne)

## Postérité
Esther Razanadrasoa a eu une importante influence sur le poète Jean-Joseph Rabearivelo, qui l'admirait autant pour son œuvre que pour les choix personnels qu'elle avait faits au cours de sa vie. Ce dernier lui compose un fasana (équivalent d'un thrène) à sa mort, dans lequel, par le vers « le poète inscrira son chant de vivant », il exprime sa foi en la réincarnation de l'âme de son égérie ; par ailleurs, Rabearivelo traduit une partie de l'œuvre d'Esther Razanadrasoa,.
De l'aveu écrit de Rabearivelo, Esther Razanadrasoa serait morte de l'ingestion de produits abortifs, après avoir couché avec lui, afin d'éviter d'être enceinte. Il écrit un article commentant sa mort et traduisant quelques-uns de ses poèmes dans Le Journal des Poètes.
Dans l'hommage nécrologique qui lui est rendu en 1931, il est mentionné qu'Esther Razanadrasoa a reçu la décoration malgache de dix honneurs, et d'autre part qu'elle est considérée comme « l'une des figures les plus sympathiques de la presse malgache ».
Un hommage lui est rendu par la romancière suisse Douna Loup dans son roman L'oragé, publié en 2015, où la romancière imagine la vie de la poétesse à partir des très rares éléments biographiques qui lui sont parvenus. Dans ce roman, Esther joue pour Rabearivelo le rôle d'une amante, d'une muse, mais aussi d'un personnage inflexible, ne transigeant pas avec l'usage exclusif du malgache comme langue d'expression, en opposition avec son disciple et amant.